# Església parroquial de la Mare de Déu dels Àngels (la Iessa)
L'església de la Nostra Senyora dels Àngels és un temple catòlic situat al carrer de José Antonio, en el municipi de la Iessa. És un Bé de Rellevància Local amb identificador nombre 46.10.262-004.

## Història
La parròquia va ser erigida el 20 d'octubre de 1334 i va passar a dependre de l'Arxidiòcesi de València en 1960.
La construcció de l'edifici va ser acabada en 1622 segons el model renaixentista. Va ser incendiada en 1840 durant les guerres carlines. La seua reconstrucció va durar fins a 1852.

## Descripció

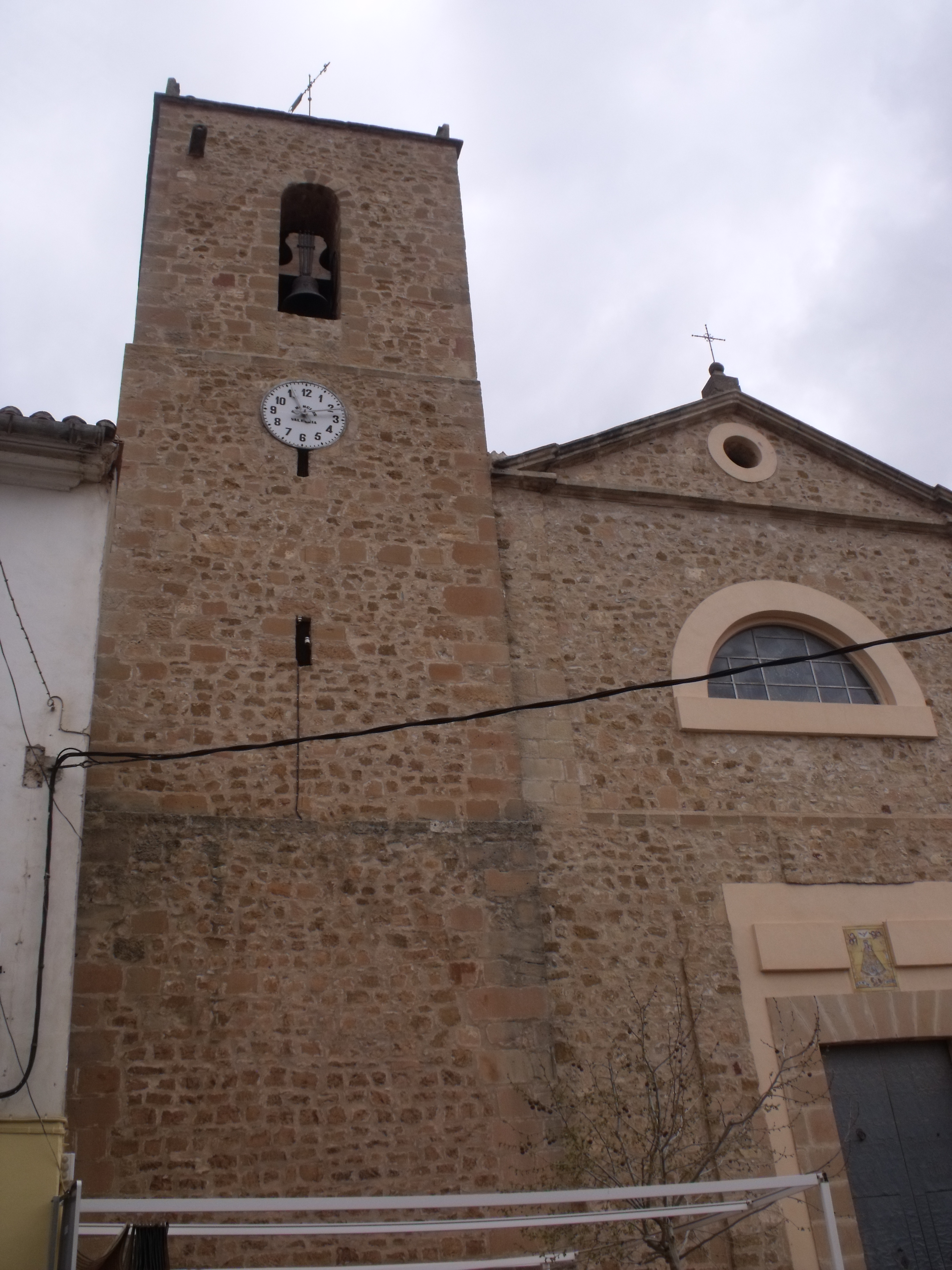
Campanar església
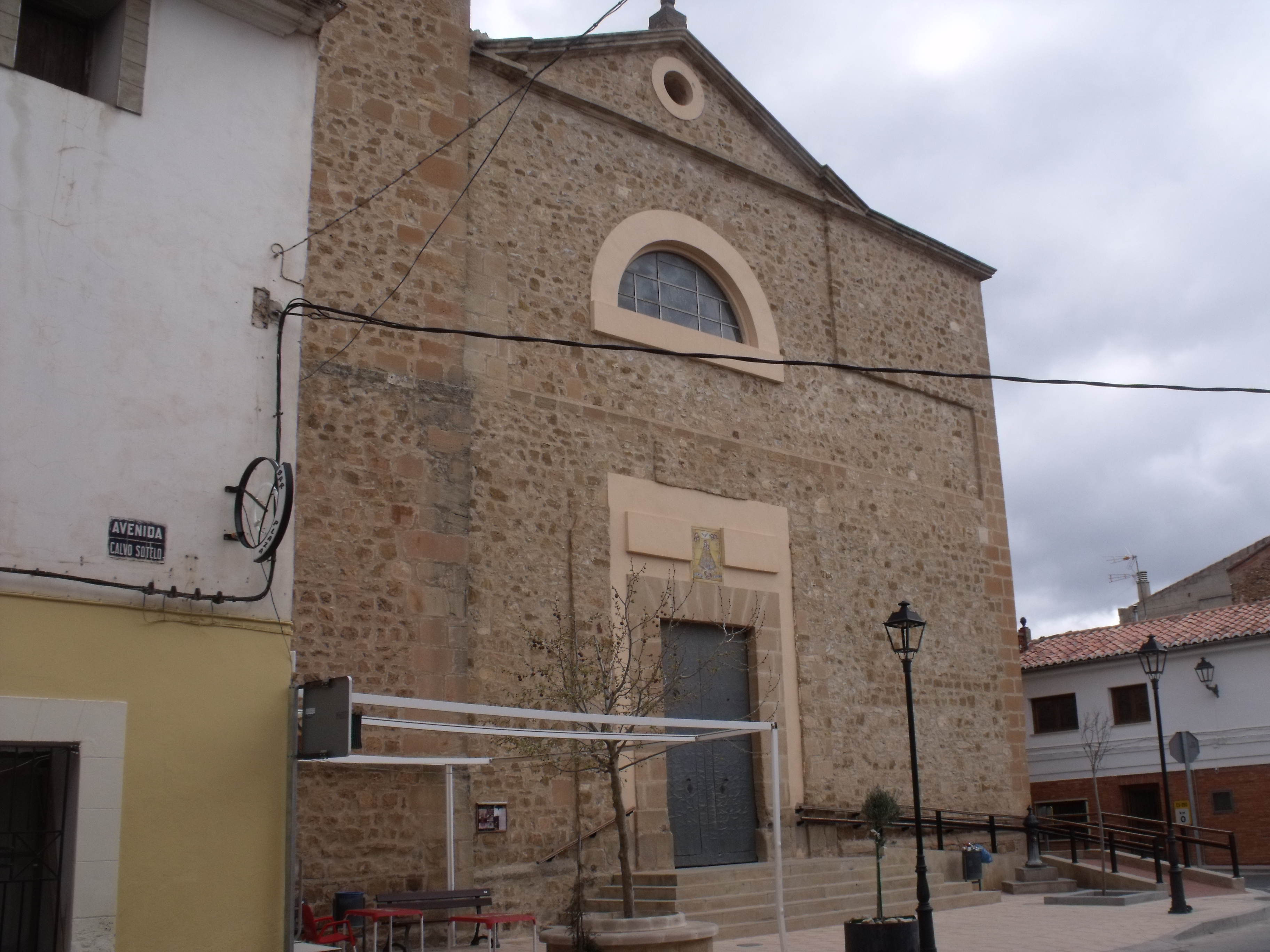
Façana entrada

La torre campanar està construïda de maçoneria amb cantonades de carreu. Està forma per dos cossos separats per polistil. En el primer hi ha una espitllera i el rellotge, mentre que el segon alberga les campanes. Es remata amb una terrassa amb balustrada amb bolinches.